# Pernik (huyện)
Pernik là một huyện thuộc tỉnh Pernik, Bungaria. Dân số thời điểm năm 2001 là 104626 người.